# Capela da Senhora da Criação
A Capela da Senhora da Criação, ou Capela da Nossa Senhora da Criação é uma capela localizada em São Gião, uma freguesia do Município de Oliveira do Hospital, no Distrito de Coimbra.
Foi construída no séc. XVII pelos ascendentes da família Abreu e Moura Portugal, junto à residência dos fundadores,  
 
Sendo actualmente propriedade da Igreja, é uma capela singela, tem a porta em arco, sineira à esquerda da frontaria, com pavimento formado de seixos lisos e negros, dispostos à guisa de mosaicos como na Capela de São Sebastião.
No interior, a imagem da Virgem amamentando o Menino. As mães, quando amamentavam os filhos, faziam preces a Nossa Senhora da Criação para que Ela os protegesse. É o primeiro e único nome de capela em toda a Diocese da Guarda.